# 西片 (東京都)
西片（日语：／ Nishikata */?）是東京都文京區的町名。現行行政地名為西片一丁目與西片二丁目。2013年（平成25年）8月1日為止的居住人口有5,273人。郵遞區號為113-0024。

## 地理
鄰東京大學，許多學者與文化人在此居住，是知名的學者町。倖免於關東大地震與第二次世界大戰的破壞，保留了明治時代的氛圍。

## 歷史
1964年8月1日，駒込西片町全部與周邊的駒込東片町、田町、丸山福山町、森川町、柳町各一部分合併成立。台地上原為武家地。
1872年（明治5年）尾根道的中山道（本鄉通）東側為東片町，西側稱西片町。谷下是平民居住地。備後福山藩主阿部家中屋敷在明治至昭和初期開始開發為高級住宅地。
樋口一葉在1894年（明治27年）5月過世前在此定居（舊丸山福山町4番地）。之後森田草平也曾入住。

### 地名由來
西片是指「西側的片町」，也就是本鄉通西側的街區。「片町」，同「片側町」，意為街道一側的街區。

## 著名居民
- 木下杢太郎 - 詩人、醫師
- 瀧廉太郎 - 作曲家
- 田口卯吉 - 經濟學者
- 夏目漱石 - 英文學者、作家
- 樋口一葉 - 作家
- 二葉亭四迷 - 俄文學者、作家
- 牧野富太郎 - 植物學者
- 古屋恒次郎 - 薬学者
- 森田草平 - 作家
- 望月衛 - 心理学者
- 和辻哲郎 - 倫理学者

## 備註
1. ↑  『角川日本地名大辞典 13　東京都』、角川書店、1991年再版、P991
2. ↑  .   [2013-08-07]. （原始内容存档于2013-05-13）.

## 外部連結
- 文京區官方網站（页面存档备份，存于）